# Оспедалето д'Алпиноло
Оспедалето д'Алпиноло (итал. Ospedaletto d'Alpinolo) је насеље у Италији у округу Авелино, региону Кампанија.
Према процени из 2011. у насељу је живело 1300 становника. Насеље се налази на надморској висини од 677 м.

## Становништво
Према резултатима пописа становништва 2011. у општини је живело 1.970 становника.
| 1931. | 1936. | 1951. | 1961. | 1971. | 1981. | 1991. | 2001. | 2011. |
| ----- | ----- | ----- | ----- | ----- | ----- | ----- | ----- | ----- |
| 1.686 | 1.804 | 1.966 | 1.777 | 1.650 | 1.640 | 1.602 | 1.641 | 1.970 |